# Usines Delin
Usines Delin est un constructeur automobile belge.

## Production

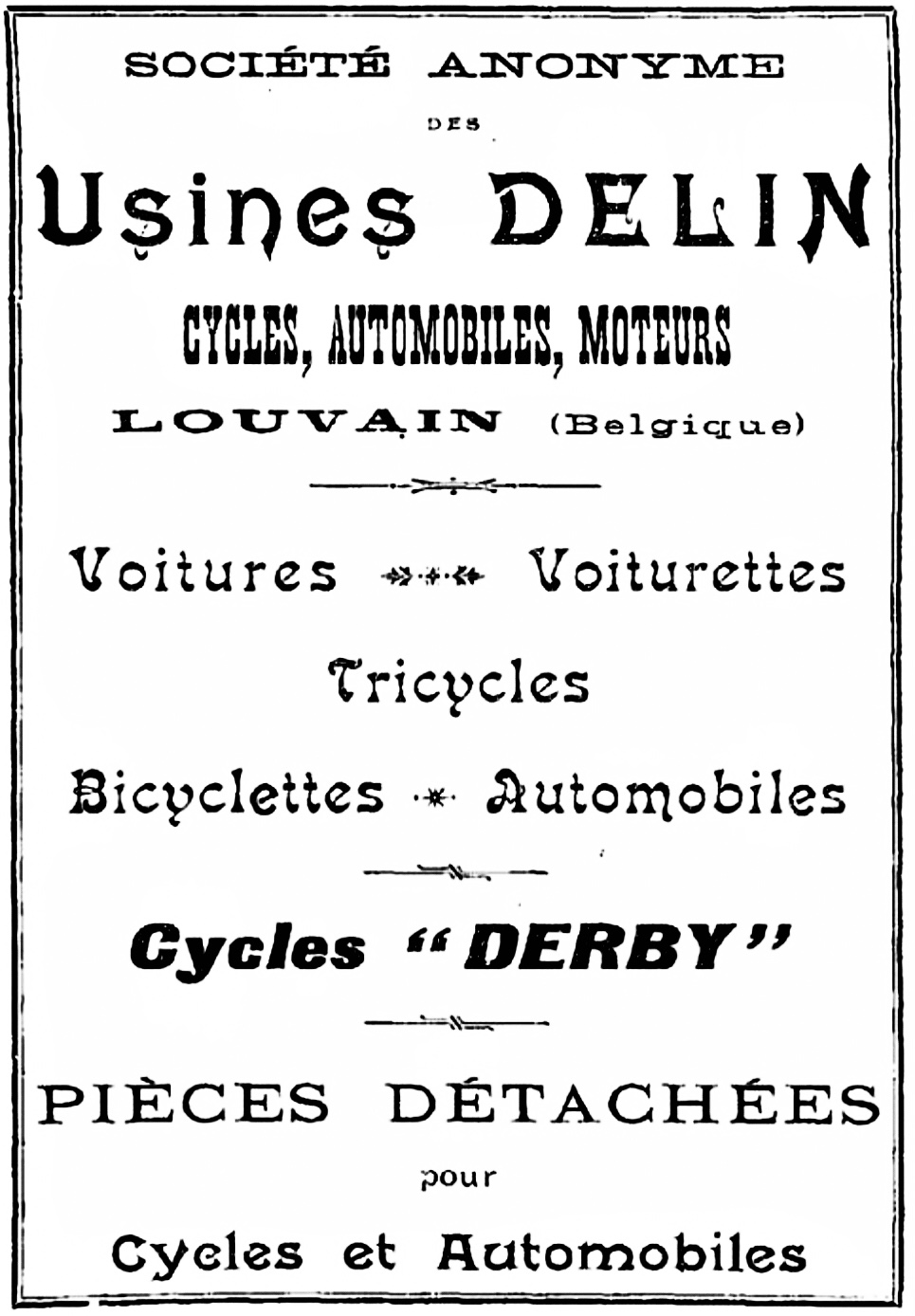
Usines Delin (1900).

L’entreprise basée à Louvain  a commencé à produire des automobiles en 1899. De 1892 à 1894, l’usine a été située dans la Zwartzustersstraat à Louvain et a déménagé au Vismarkt en 1894. Le nom de marque était Delin. Joseph Delin fonde en 1891 une entreprise de fabrication de bicyclettes. Le nom de la marque de vélos était Derby.
La première voiture Delin a été créée en 1899 exposée lors d’une exposition à Bruxelles. Il était équipé d’un moteur bicylindre de la société française Loyal, d’une boîte de vitesses à friction et de la forme de la carrosserie Duc. En 1900, une voiturette Victoria Combinaison, un tricycle avec un moteur de 2,5 ch, un quatrecycle, et une moto  avec un moteur de 1,75 ch suivent. Les voiturettes étaient disponibles avec deux, trois ou quatre places . À partir de 1901, il existe quatre modèles : une Voiturette biplace avec un moteur de 2,75 CV, une Voiturette quatre places avec un moteur de 4 CV, un tonneau quatre places avec un moteur de 8 CV et un fourgon avec un moteur de 4 CV. Joseph Delin meurt en octobre 1901. En janvier 1902, l’entreprise est mise en liquidation et est reprise par son concurrent, les Usines Mathieu.

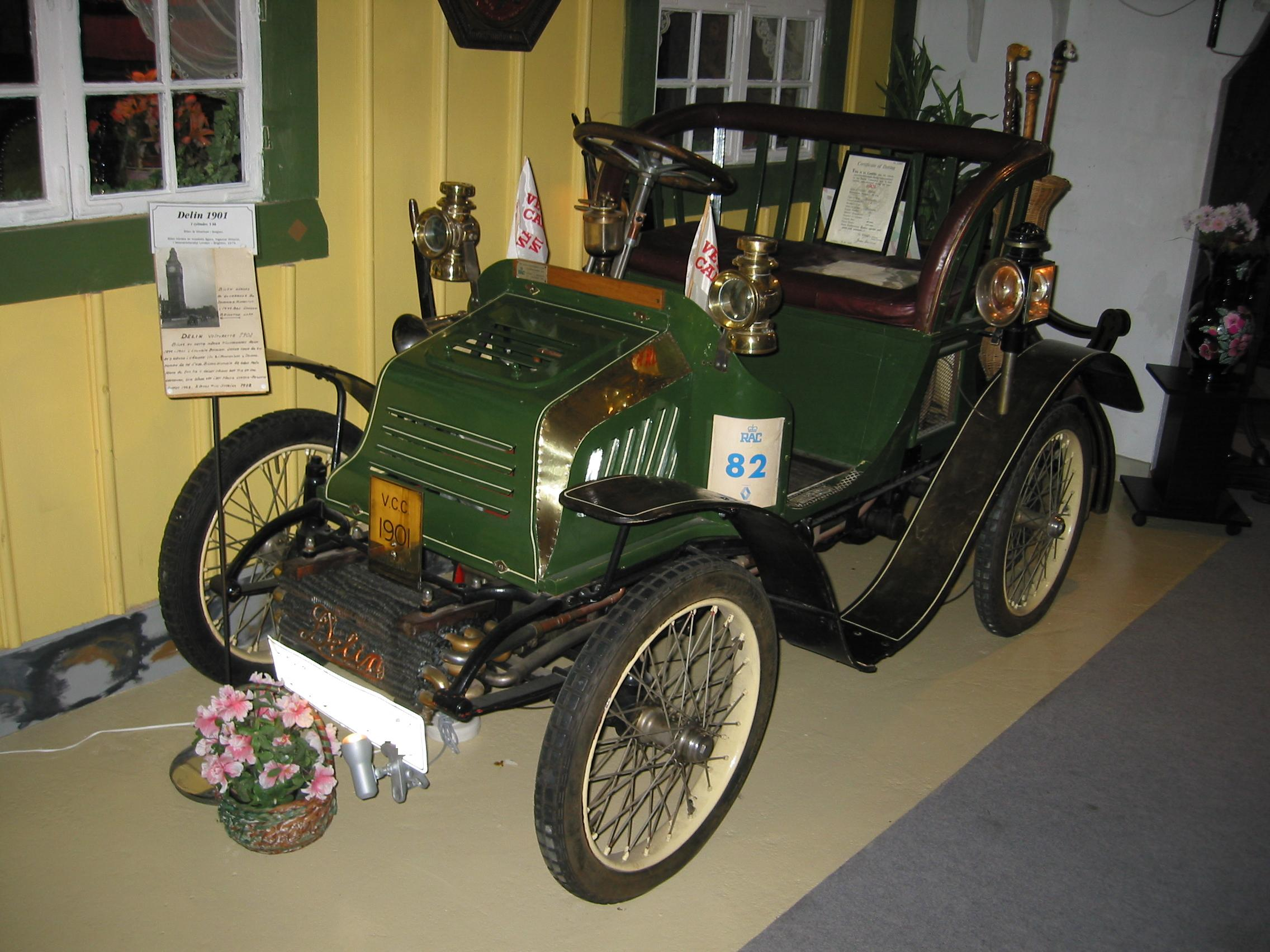
Delin 1901.
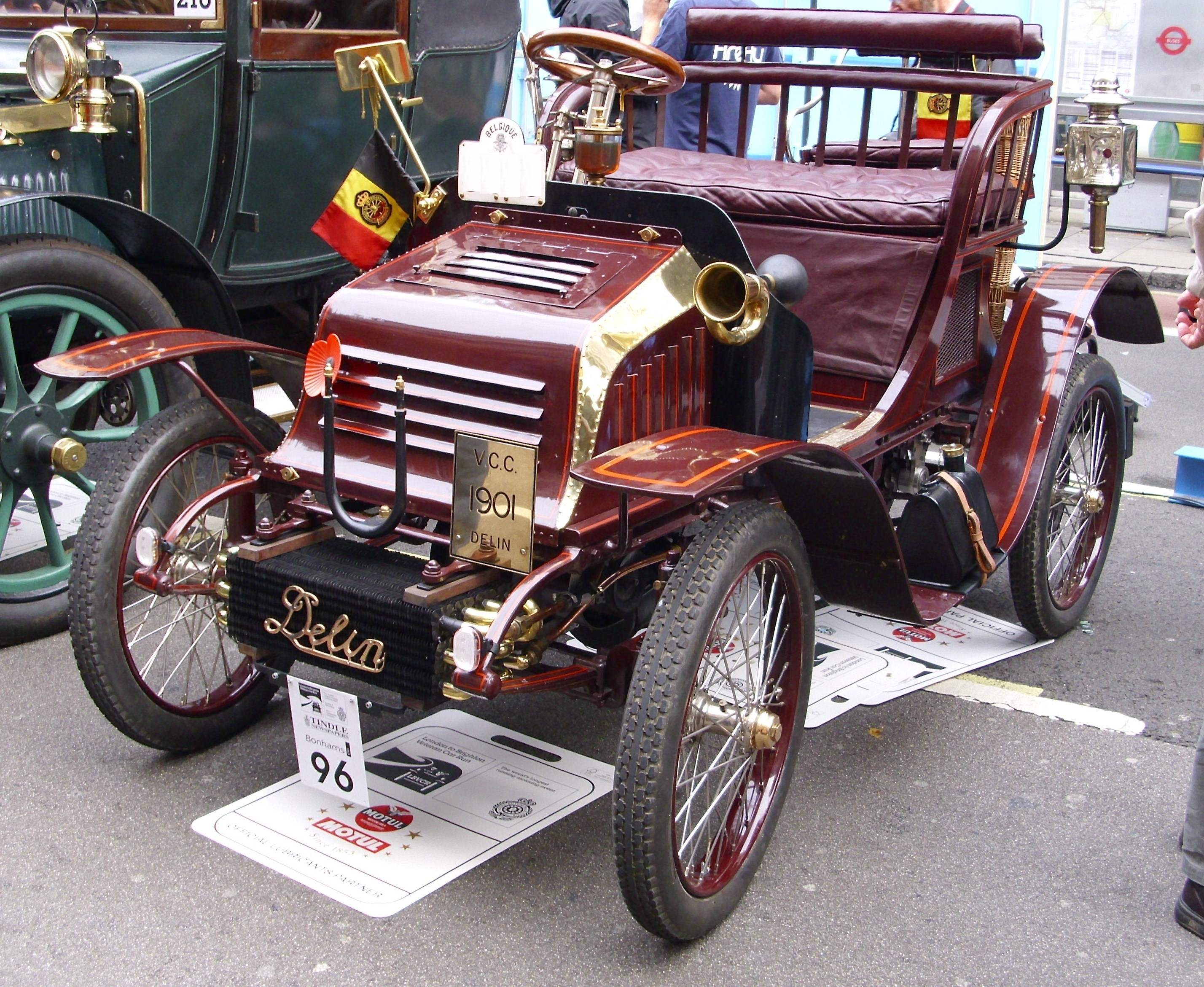
Delin 1901 at Regent Street Motor Show 2011
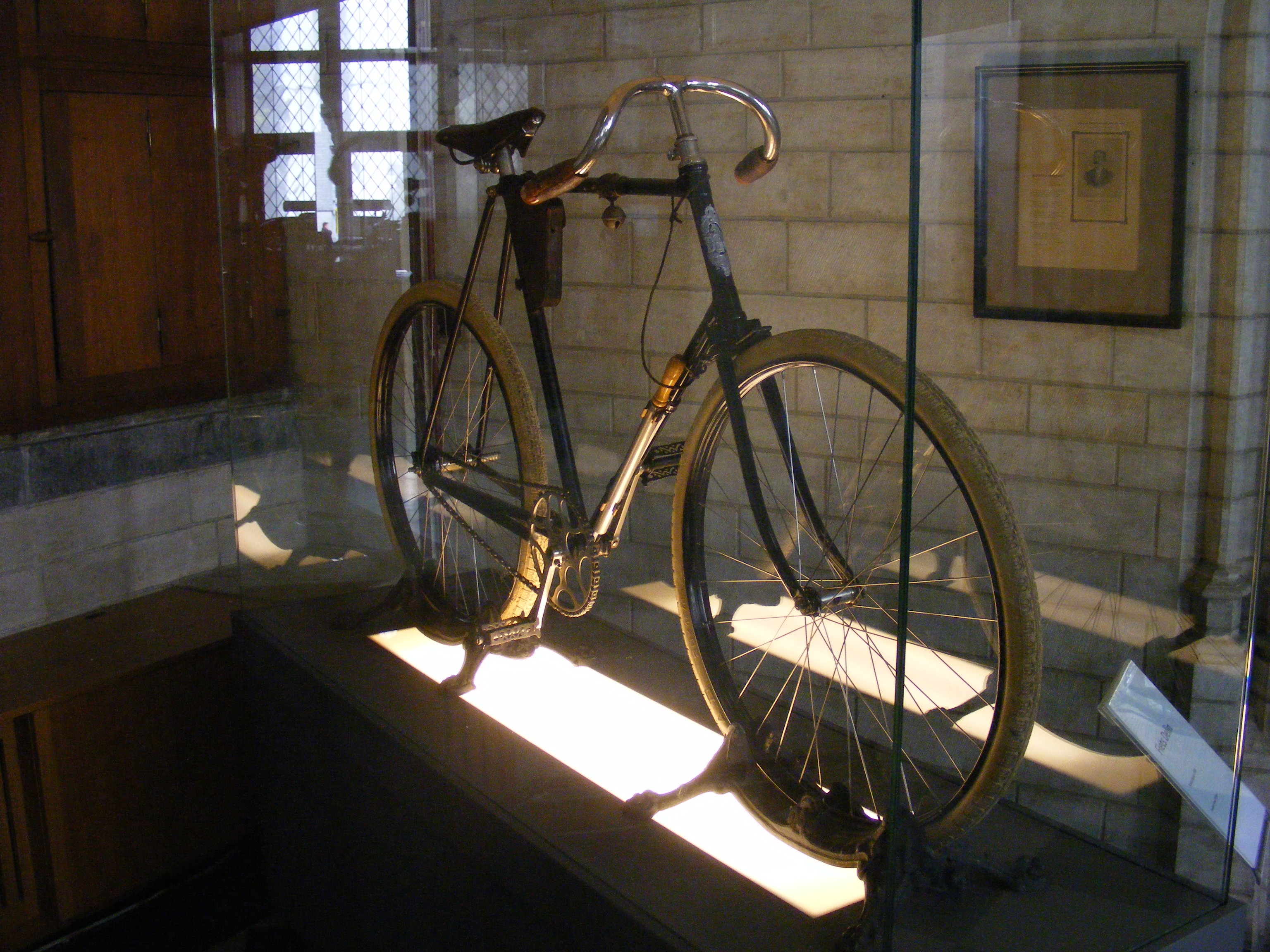
Delin Velo
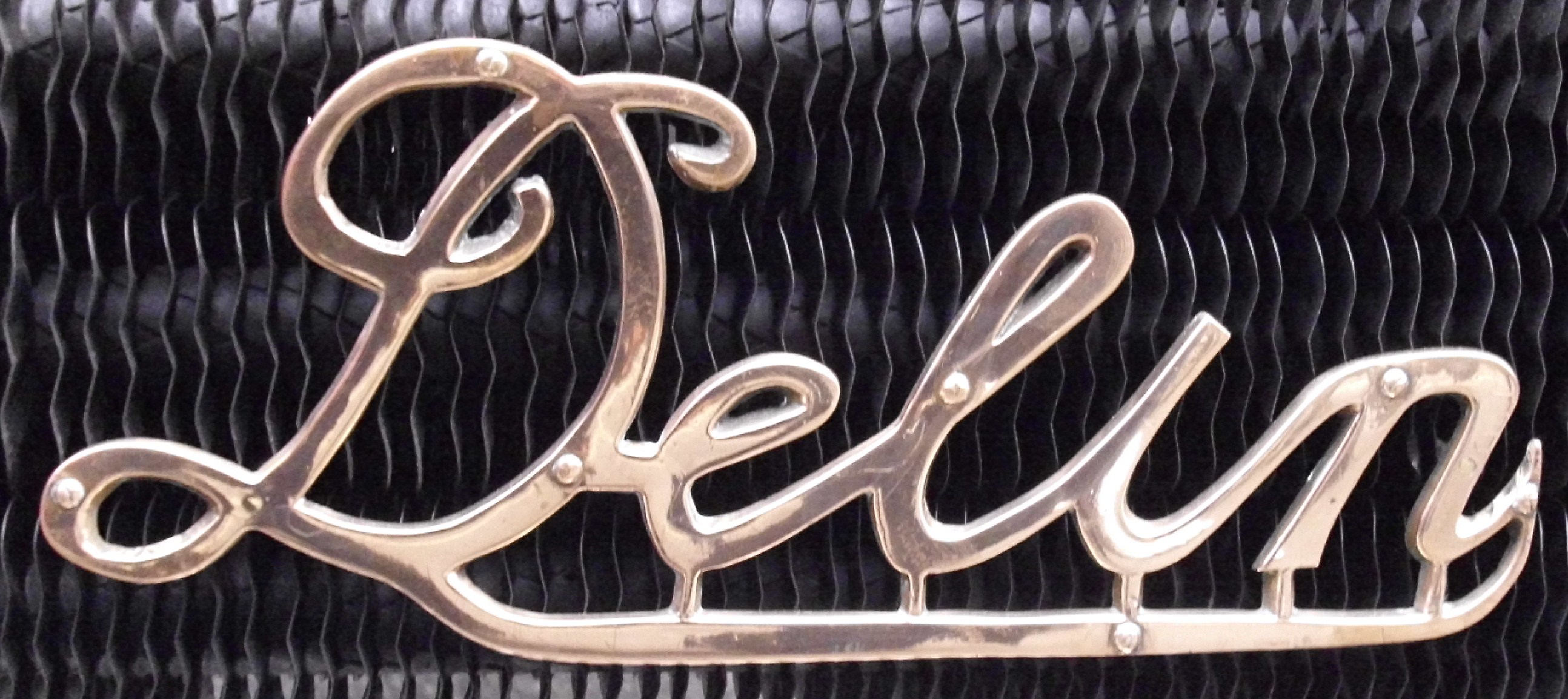
Delin Emblème
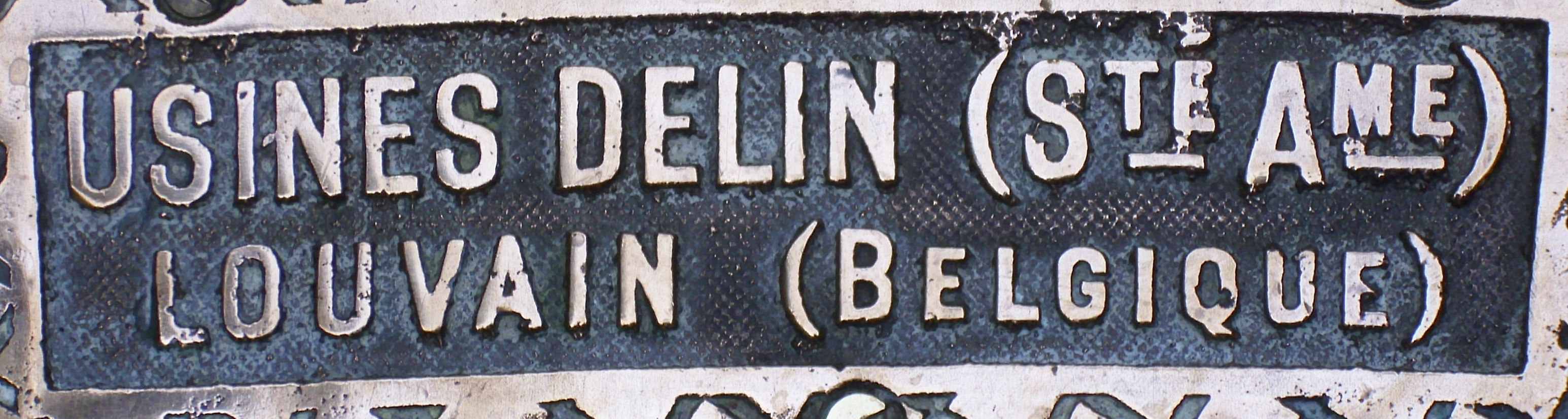
Delin Plaquette